# Andrej Andrejew
Andrej Andrejew, auch André Andrejew (* 9. Januarjul. / 21. Januar 1887greg. in Schaulen, Russisches Kaiserreich; † 13. März 1967 in Loudun, Frankreich), war ein russischstämmiger, in Mittel- und Westeuropa aktiver Filmarchitekt, Zeichner und Bühnenbildner.

## Leben
Andrejew erhielt seine Ausbildung an Moskaus Kunstakademie und ging zunächst ans hauptstädtische Stanislawski-Theater, wo er als Bühnenbildner arbeitete. Infolge der Oktoberrevolution kam er nach Berlin, wo er zunächst unter Max Reinhardt am Deutschen Theater arbeitete.
Seit Ende 1922, beginnend mit dem russischen Stoff Raskolnikow, ist er als Architekt beim deutschen Film nachzuweisen. Neben zahlreichen Komödien von Regisseuren wie Friedrich Zelnik und Géza von Bolváry stattete Andrejew auch einige künstlerisch ambitionierte Inszenierungen wie Jacques Feyders Therese Raquin (nach Thérèse Raquin von Émile Zola), Zelniks Die Weber sowie G. W. Pabsts Die Büchse der Pandora und Die Dreigroschenoper aus. 1932 folgte Andrejew Pabst, als dieser nach Frankreich ging, um dort einen Don-Quichotte-Film mit Fjodor Schaljapin in der Titelrolle zu drehen.
Von Andrejews Arbeiten vor Ausbruch des Zweiten Weltkriegs stechen vor allem seine 1935 entworfenen Bauten zu Anatole Litvaks prachtorientiertem Mayerling-Film und Julien Duviviers in Prag entstandenen Neufassung des Golem-Stoffs heraus. In den 30er Jahren war der russische Szenenbildner auch sporadisch beim britischen Film aktiv. Während des Kriegs arbeitete Andrejew nahezu exklusiv für die unter deutscher Kontrolle stehende Produktionsgesellschaft Continental Films S.A. Alfred Grevens, für die er stimmungsvolle und düstere Dekors wie die zu Die Teufelshand und Der Rabe entwarf.
Andrejew fand nach 1945 in Frankreich keine Beschäftigung mehr und ging für einige ambitionierte Großproduktionen, darunter Anna Karenina, Der Fall Winslow und Anastasia, erneut nach London. Zuletzt war er auch wieder in Berliner bzw. bundesrepublikanischen Ateliers tätig und stattete für Top-Regisseure wie Carol Reed und Wolfgang Staudte die Filme Gefährlicher Urlaub, Bonjour Kathrin und Madeleine und der Legionär aus. Anschließend zog sich Andrejew in den Ruhestand nach Frankreich zurück.
Andrejew hat auch jenseits des Films gearbeitet. So ist er auch als Zeichner in Erscheinung getreten.

## Filmografie
- 1923: Raskolnikow
- 1923: Die Macht der Finsternis
- 1925: Das Geheimnis der alten Mamsell
- 1925: Der Trödler von Amsterdam
- 1925: Briefe, die ihn nicht erreichten
- 1926: Försterchristl
- 1926: Der Veilchenfresser
- 1926: Überflüssige Menschen
- 1926: An der schönen blauen Donau
- 1926: Die lachende Grille
- 1927: Der Zigeunerbaron
- 1927: Alpentragödie
- 1927: Im Luxuszug
- 1927: Die Spielerin
- 1927: Der goldene Abgrund
- 1927: Das tanzende Wien
- 1927: Die Weber
- 1928: Therese Raquin
- 1928: Der Herzensphotograph
- 1928: Heut’ tanzt Mariett
- 1928: Die Heilige und ihr Narr
- 1928: Der Ladenprinz
- 1928: Zwei rote Rosen
- 1928: Mary Lou
- 1928: Wolga-Wolga
- 1928: Die Büchse der Pandora
- 1929: Diane
- 1929: Die Liebe der Brüder Rott
- 1929: Meineid
- 1929: Der Narr seiner Liebe
- 1929: Sprengbagger 1010
- 1929: Revolte im Erziehungshaus
- 1930: Die letzte Kompagnie
- 1930: Ihre Majestät die Liebe
- 1930: Die Dreigroschenoper
- 1931: Der Raub der Mona Lisa
- 1931: Liebeskommando
- 1932: Großstadtnacht (auch franz. Vers.: Mirages de Paris)
- 1933: Don Quichotte (Don Quichotte)
- 1933: Dans les rues
- 1933: Der seltsame Alte (Cette vieille canaille)
- 1934: Natascha (Nuits moscovites)
- 1934: Der falsche Zar von Kazan (Volga en flammes)
- 1934: L’or dans la rue
- 1934: Mein Herz der Königin (The Love Affair of the Dictator)
- 1935: Whom the Gods Love
- 1936: Mayerling (Mayerling)
- 1936: Le Golem
- 1936: Das Gäßchen zum Paradies
- 1936: Taras Bulba (Tarass Boulba)
- 1936: Der geliebte Vagabund (The Beloved Vagabond, auch franz. Vers.: Le vagabond bien-aimée)
- 1937: Melo (Dreaming Lips)
- 1937: Dark Journey
- 1937: Storm in a Teacup
- 1937: La citadelle du silence
- 1937: Rivalin der Zarin (La Tarakanowa)
- 1938: Le drame de Shanghaï
- 1938: Lumières de Paris
- 1938: Himmelsmusikanten (Les musiciens du ciel)
- 1939: Die weiße Sklavin (L’esclave blanche)
- 1939: Jeunes filles en détresse
- 1939: Paris-New York
- 1940: Ils étaient 12 femmes
- 1941: Sie waren sechs (Le dernier des six)
- 1941: Einmal im Jahr (Caprices)
- 1941: Der Mörder wohnt Nr. 21 (L’assassin habite au 21)
- 1942: Symphonie der Liebe (La symphonie fantastique)
- 1942: Die Teufelshand (La main du diable)
- 1942: Die falsche Mätresse (La fausse maîtresse)
- 1942: Picpus
- 1942: Liebe im Süden (Simplet)
- 1943: Der Rabe
- 1943: Söhne einer Mutter (Pierre et Jean)
- 1943: Das Paradies der Damen (Au bonheur des dames)
- 1943: La ferme aux loups
- 1944: Le dernier sou
- 1947: A Man About the House
- 1947: Anna Karenina
- 1948: Der Fall Winslow
- 1948: Britannia Mews
- 1948: Frauen im gefährlichen Alter (That Dangerous Age)
- 1949: The Angel with the Trumpet
- 1950: Dämon Uran (My Daughter Joy)
- 1953: Gefährlicher Urlaub
- 1953: Wiedersehen in Monte Carlo (Melba)
- 1954: Mambo
- 1955: Alexander der Große
- 1955: Bonjour Kathrin
- 1956: Anastasia
- 1957: Madeleine und der Legionär